# Kanton Croisilles
Der Kanton Croisilles ist ein ehemaliger, bis 2015 bestehender französischer Wahlkreis im Arrondissement Arras, im Département Pas-de-Calais und in der Region Nord-Pas-de-Calais. Sein Hauptort war Croisilles. Vertreter im Generalrat des Départements war ab 2008 Bruno Duvergé.
Der Kanton Croisilles lag im Mittel 92 Meter über dem Meer, zwischen 52 Metern in Chérisy und 154 Metern in Bucquoy.

## Gemeinden
Der Kanton bestand aus 27 Gemeinden.
| Gemeinde                | Einwohner Jahr | Fläche km² | Bevölkerungsdichte | Code INSEE | Postleitzahl |
| ----------------------- | -------------- | ---------- | ------------------ | ---------- | ------------ |
| Ablainzevelle           | 209 (2013)     | –          | – Einw./km²        | 62002      | 62116        |
| Ayette                  | 330 (2013)     | –          | – Einw./km²        | 62068      | 62116        |
| Boiry-Becquerelle       | 411 (2013)     | –          | – Einw./km²        | 62144      | 62128        |
| Boisleux-au-Mont        | 507 (2013)     | –          | – Einw./km²        | 62151      | 62175        |
| Boisleux-Saint-Marc     | 261 (2013)     | –          | – Einw./km²        | 62152      | 62175        |
| Boyelles                | 336 (2013)     | –          | – Einw./km²        | 62172      | 62128        |
| Bucquoy                 | 1.555 (2013)   | –          | – Einw./km²        | 62181      | 62116        |
| Bullecourt              | 253 (2013)     | –          | – Einw./km²        | 62185      | 62128        |
| Chérisy                 | 302 (2013)     | –          | – Einw./km²        | 62223      | 62128        |
| Courcelles-le-Comte     | 447 (2013)     | –          | – Einw./km²        | 62248      | 62121        |
| Croisilles              | 1.678 (2013)   | –          | – Einw./km²        | 62259      | 62128        |
| Douchy-lès-Ayette       | 300 (2013)     | –          | – Einw./km²        | 62272      | 62116        |
| Écoust-Saint-Mein       | 505 (2013)     | –          | – Einw./km²        | 62285      | 62128        |
| Ervillers               | 402 (2013)     | –          | – Einw./km²        | 62306      | 62121        |
| Fontaine-lès-Croisilles | 281 (2013)     | –          | – Einw./km²        | 62343      | 62128        |
| Gomiécourt              | 152 (2013)     | –          | – Einw./km²        | 62374      | 62121        |
| Guémappe                | 349 (2013)     | –          | – Einw./km²        | 62392      | 62128        |
| Hamelincourt            | 261 (2013)     | –          | – Einw./km²        | 62406      | 62121        |
| Héninel                 | 191 (2013)     | –          | – Einw./km²        | 62426      | 62128        |
| Hénin-sur-Cojeul        | 500 (2013)     | –          | – Einw./km²        | 62428      | 62128        |
| Mory                    | 331 (2013)     | –          | – Einw./km²        | 62594      | 62159        |
| Moyenneville            | 278 (2013)     | –          | – Einw./km²        | 62597      | 62121        |
| Noreuil                 | 146 (2013)     | –          | – Einw./km²        | 62619      | 62128        |
| Saint-Léger             | 430 (2013)     | –          | – Einw./km²        | 62754      | 62128        |
| Saint-Martin-sur-Cojeul | 213 (2013)     | –          | – Einw./km²        | 62761      | 62128        |
| Vaulx-Vraucourt         | 1.054 (2013)   | –          | – Einw./km²        | 62839      | 62159        |
| Wancourt                | 673 (2013)     | –          | – Einw./km²        | 62873      | 62128        |